# Воскресинцы (Коломыйский район)
Воскреси́нцы (укр. Воскресинці) — село в Коломыйской общине Коломыйского района Ивано-Франковской области Украины.
Расположено на реке Прут.
Население по переписи 2001 года составляло 2147 человек. Занимает площадь 13.19 км². Почтовый индекс — 78213.